# Palpostoma pallens
Palpostoma pallens là một loài ruồi trong họ Tachinidae.